# Dorsa Derakhshani
Dorsa Derakhshani (persky درسا درخشانی‎; * 15. dubna 1998, Teherán) je americká šachistka, původem z Íránu. Tam má zakázanou účast na šachových turnajích, protože odmítala hrát na mezinárodních turnajích v hidžábu. Je držitelkou titulů mezinárodní mistryně (WIM), mezinárodní mistr (IM) a velmistryně (WGM).

## Život

### Šachová kariéra
Šachům se věnovala od útlého dětství. V roce 2006 se stala vítězkou íránského mistrovství, v kategorii dívek do 8 let, později také kategorie do 10 let. V letech 2010-12 zdokonalovala svou hru s Elshanem Moradim. V roce 2011 skončila na druhém místě asijského mistrovství v šachu mládeže, v kategorii do 14 let. O rok později se ve stejné kategorii stala vítězkou. V letech 2013 a 2014 ovládla kategorii do 16 let. V následujícím období se více věnovala hraní na mezinárodních otevřených turnajích. V roce 2015 se stala držitelkou titulu mezinárodní mistryně (WIM), v roce 2016 pak mezinárodní mistr (IM) a velmistryně (WGM).
Jejím oblíbeným šachistou je Bobby Fischer.

### Vyloučení z íránské federace
V roce 2017 hrála na několika zahraničních turnajích bez hidžábu. Její mladší bratr Borna odehrál turnajovou partii proti hráči z Izraele. Za to byli oba vyloučeni z íránské reprezentace a mají zakázanou účast na šachových turnajích. Navíc oběma hrozilo vězení, proto emigrovali.
Poté dostala stipendium a zahájila studium biologie na univerzitě v Saint Louis, kde byla kapitánkou šachového týmu. A také začala reprezentovat americkou šachovou federaci. V roce 2020 byla třetí na americkém mistrovství žen. Studium úspěšně dokončila v roce 2022. Poté začala studovat medicínu na Missourské univerzitě.